# Uljanowka (obwód kurski)
Uljanowka (ros. Ульяновка) – wieś (ros. деревня, trb. dieriewnia) w zachodniej Rosji, w sielsowiecie olchowskim rejonu chomutowskiego w obwodzie kurskim.

## Historia
Do roku 1966 wieś funkcjonowała pod nazwą Czertowka.

## Geografia
Miejscowość położona jest 3 km od centrum administracyjnego sielsowietu olchowskiego (Olchowka), 10 km od centrum administracyjnego rejonu (Chomutowka), 113 km od Kurska.

## Demografia
W 2010 r. miejscowość zamieszkiwało 7 osób.